# Paralelos (Star Trek: La nueva generación)
"Paralelos" es el episodio 11 de la séptima temporada de Star Trek: La nueva generación dirigida por Robert Wiemer a partir de un guion de Brannon Braga.

## Trama
Después de competir en un torneo de bat'leth, el Teniente Worf regresa a la Enterprise y es recibido, para disgusto de él, con una fiesta de cumpleaños sorpresa. A medida que la fiesta se desarrolla, él comienza a notar sutiles cambios, como el cambio en el sabor de la torta, y en que una pintura que le regaló Data aparece en una muralla diferente. Los cambios comienzan a ser más pronunciados, y la confusión de Worf lleva a que la Enterprise sea dañada por un ataque cardasiano que resulta en la muerte de Geordi La Forge. A pesar de sus recuerdos iniciales, Worf no tiene ninguna evidencia de que la realidad haya cambiado, y su propio diario personal apoya las historias entregadas por los otros miembros de la tripulación. Otros grandes cambios ocurren: Riker es visto como el capitán de la Enterprise, los Bajoranos son los opresores de los Cardasianos y enemigos de la Federación, Wesley Crusher es un teniente en la Enterprise, y Worf encuentra que está casado con Deanna Troi. Al investigar, la tripulación encuentra que el ARN de Worf tiene una inusual firma cuántica y que él es esencialmente un Worf de un universo diferente. La tripulación teoriza que Worf, en su regreso original del torneo de bat'leth, pasó a través de una fisura espacio-temporal, haciendo que los motores del transbordador hicieran que Worf fluyera entre varios universos paralelos. Data determina que la proximidad de Worf al visor de La Forge estaba causando que Worf cambiara entre universos, con cada universo cubriendo una realidad diferente. En consecuencia, cualquier cosa que podría haber sido factible de suceder ha ocurrido en un universo paralelo, de ahí los cambios en la realidad que Worf ha estado experimentando.
La Enterprise regresa a la localización de la fisura, intentando regresar a Worf a su universo original. La Enterprise es atacada en ese momento por una nave bajorana, que causa que la fisura se desestabilice y las varias realidades se unan, resultando en sobre 285000 Enterprise apareciendo en la misma área del espacio. Data determina que la única forma de restaurar las realidades es enviar a Worf en un transbordador a la Enterprise de su universo, pasando a través de la fisura y usando los motores del transbordador para sellarla. Después de localizar la nave correcta, Worf comienza el viaje de regreso pero es tacado por otra Enterprise que ha llegado de universo conquistado por los Borg, su tripulación negándose a regresar. La Enterprise que él dejó dispara sobre la nave hostil y la destruye. Worf pasa a salvo a través de la fisura y se encuentra de regreso a la normalidad con solo una Enterprise en frente de él. Después de entrar en ella, Worf se encuentra que no ha transcurrido ningún tiempo desde que él entró originalmente a la fisura. Cuando él regresa a su habitación espera encontrar una fiesta sorpresa, él sólo encuentra a Troi esperándolo y, sabiendo que los dos están casados en muchos universos paralelos, él la invita a compartir la cena con él.